# Besos mojados
Besos mojados  è un singolo del duo musicale portoricano Wisin & Yandel e della cantante spagnola Rosalía, pubblicato il 30 settembre 2022 come sesto estratto dal decimo album in studio di Wisin & Yandel La última misión.
Si tratta di una rivisitazione del brano originale del duo portoricano, pubblicato nel 2009 come traccia dell'album La revolución.